# 望月のり子
望月 のり子（もちづき のりこ、1967年（昭和42年）7月16日 - ）は、日本の体操選手。

## 経歴・人物
日本女子体育大学出身。日本女子体育大学附属二階堂高等学校2年生時、1984年ロサンゼルスオリンピックに出場し女子団体総合で6位に入賞した。
母親は同じ体操選手の塚田紀美子。